# Prophage

Ein Bakteriophage injiziert seine DNA (blau dargestellt) in eine Bakterienzelle, das Genmaterial wird in das Bakterienchromosom integriert und wird nun als Prophage bezeichnet.

Als einen Prophagen bezeichnet man Phagen-DNA, die in das Genom von Bakterien eingebaut wurde.
Temperente Phagen bauen sich eine Zeit lang in das Bakteriengenom ein. Hier verhalten sie sich dann still, das heißt die Phagengene werden nicht abgelesen. Teilt sich das Bakterium, so werden die Phagengene einfach mit dupliziert. Der Phage wird also mit vermehrt. Die Phagengene können aber auch wieder aktiviert werden, so dass der Phage sich wieder aktiv vermehrt.
Prophagen können auch indirekt Auslöser verschiedener humaner Krankheiten sein. So sind zum Beispiel Streptococcus pyogenes (Scharlach), Clostridium botulinum (Botulismus) und Vibrio cholerae (Cholera) nur dann pathogen (schädlich, krankheitserregend), wenn sie einen bestimmten Prophagen in sich tragen, der das jeweilige Toxin codiert.
Prophagen sind Proviren der Bakterien.
Als einen Provirophagen bezeichnet man Virophagen-DNA, die in das Genom von Helferviren eingebaut ist.